# Xiaomi Mi A1
Xiaomi Mi A1 е смартфон от среден клас, разработен съвместно от Xiaomi и Google в рамките на инициативата на Android One. Това е версия на известния в Китай смартфон Xiaomi Mi 5X.

## Спецификация

### Хардуер
Mi A1 се предлага със сензорен екран с диагонал 5.5" (инча) и разделителна способност Full HD 1080p и с акумулаторна батерия от 3080 mAh. Размерите му са 155,40 x 75,80 x 7,30 mm (височина x широчина x дебелина) и тежи 168 g. Смартфонът е с осемядрен Cortex-A53 процесор Qualcomm Snapdragon 625 (MSM8953) с тактова честота от 2.0 GHz и GPU Adreno 506 и идва с 4 GB оперативна памет. Има вградена памет 32 GB или 64 GB и слот за microSD карта, който поддържа карти до 128 GB. Задната камера на Mi А1 е 12 + 12 мегапикселова с автоматично фокусиране и оптично увеличение 2 пъти без загуба на качество и може да записва 4K видео. Смартфонът е оборудван и с предна 5-мегапикселова камера. Сензорите включват магнитометър, сензор за близост, акселерометър, сензор за осветеност, жироскоп и сензор за пръстови отпечатъци.

### Софтуер
Xiaomi Mi A1 идва с Android 7.1.2 Nougat. В допълнение към софтуера на Google, телефонът идва със собствени приложения на Xiaomi, като например „Камера“, „Коментари“, „Моята общност“ и „Моето дистанционно“. Потребителите на Mi A1 разполагат с неограничен достъп до Google за съхранение снимки. Смартфонът ще получи две години редовни актуализации по сигурността и актуализации на операционната система до Android „Oreo“ (8.0 налична от 31 декември 2017; 8.1 налична от 16 юли 2018) и Android „Pie“ (налична от 9 декември 2018).

## В продажба
Xiaomi Mi A1 излиза на 5 септември 2017 г. и е достъпен за всички настоящи пазари на Xiaomi, с изключение на Китай, където вариант на телефона Mi 5X с MIUI е представен година по-рано.
| Xiaomi Mi A1 Наличност по държави | Xiaomi Mi A1 Наличност по държави | Xiaomi Mi A1 Наличност по държави | Xiaomi Mi A1 Наличност по държави | Xiaomi Mi A1 Наличност по държави |
| Азия                              | Европейски съюз                   | Други държави                     | Африка & Среден Изток             | Америка                           |
| --------------------------------- | --------------------------------- | --------------------------------- | --------------------------------- | --------------------------------- |
| Бангладеш                         | България                          | Беларус                           | Бахрейн                           | Чили                              |
| Хонконг                           | Чехия                             | Русия                             | Египет                            | Колумбия                          |
| Индия                             | Финландия                         | Украйна                           | Израел                            | Мексико                           |
| Индонезия                         | Гърция                            | Кувейт                            | Уругвай                           |                                   |
| Казахстан                         | Унгария                           | Оман                              |                                   |                                   |
| Малайзия                          | Полша                             | Катар                             |                                   |                                   |
| Мианмар                           | Румъния                           | Саудитска Арабия                  |                                   |                                   |
| Непал                             | Словакия                          | Република Южна Африка             |                                   |                                   |
| Pakistán                          | España                            | Обединени арабски емирства        |                                   |                                   |
| Филипини                          | Йемен                             |                                   |                                   |                                   |
| Сингапур                          |                                   |                                   |                                   |                                   |
| Шри Ланка                         |                                   |                                   |                                   |                                   |
| Тайван                            |                                   |                                   |                                   |                                   |
| Тайланд                           |                                   |                                   |                                   |                                   |
| Виетнам                           |                                   |                                   |                                   |                                   |

## Отзиви
Xiaomi Mi A1 получава предимно положителни отзиви. Sam Byford „The Verge“ описва, че най-отличителната черта на Mi A1 е софтуерът, с който работи, а именно чистия Android, който е на разположение, а не фирмения на MIUI от Xiaomi. Сахил Гупта от TechRadar пише, че сертифицираният Android One в Mi A1, заедно с хардуера и мощната двойна камера, дава усещането за флагмански телефон с ниска цена.

## Проблеми
Проблемите с батерията и производителността след актуализирането до Android Oreo са решени с допълнителни актуализации, въпреки че все още ще има грешки, които трябва да се отстранят.